# Fuerzas especiales israelíes
Las unidades de fuerzas especiales israelíes son las Fuerzas de Defensa de Israel (FDI) abarcan una amplia definición de unidades especializadas. Dichas unidades suelen tener un regimiento o un batallón.

## Antiguas unidades de fuerzas especiales de las FDI

### Unidad 101

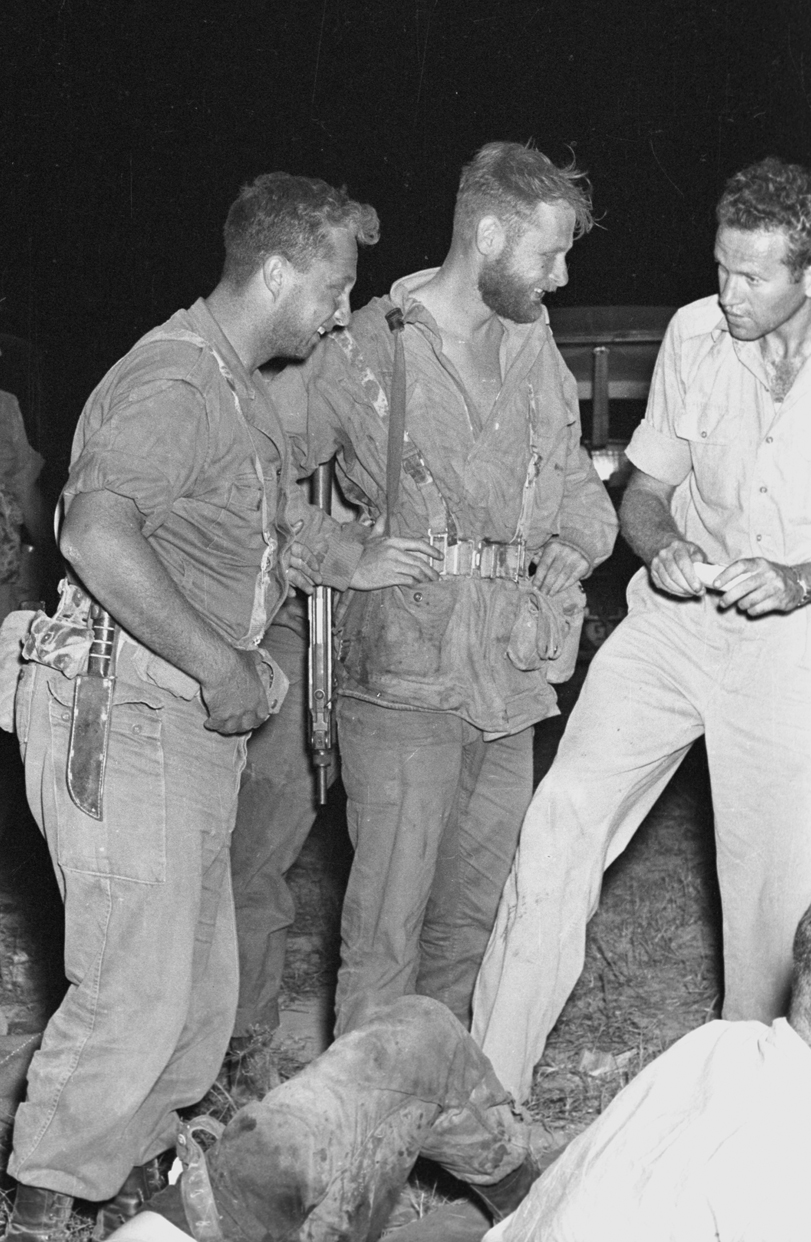
Ariel Sharon (izquierda) y Aharon Davidi (centro) sonríen en la foto tras llevar a cabo una operación de castigo y represalia.

La Unidad 101, era una unidad de las fuerzas especiales israelíes comandada por Ariel Sharón. La unidad de comandos 101, fue la unidad fundadora de las fuerzas especiales israelíes, la unidad fue creada y comandada por Ariel Sharón, por orden del Primer Ministro de Israel, David Ben-Gurión, en agosto de 1953.
Los miembros de la unidad estaban armados con armas de fuego, a sus miembros se les encomendó la tarea de llevar a cabo operaciones de castigo fuera de las fronteras del estado, mediante el establecimiento de pequeñas unidades de comandos expertos en técnicas de infiltración y el uso de tácticas de ataque.
Los miembros de la unidad se reclutaban únicamente en kibutzim y moshavim agrícolas. La pertenencia a la unidad era sólo por invitación, y cualquier nuevo miembro tenía que ser votado por todos los miembros existentes antes de ser aceptado.
La unidad se fusionó con la 890.º Batallón de Paracaidistas durante enero de 1954, por orden del General Dayan, Jefe del Estado Mayor, ya que quería que su experiencia y esprit de corps se difundieran entre todas las unidades de infantería de las FDI empezando por la 35.ª Brigada Paracaidista. Se considera que tuvieron una importante influencia en el desarrollo de las posteriores unidades de fuerzas especiales israelíes.

### Otras antiguas unidades
- Unidad Samsón: Unidad de infiltración mistaravim que operaba en la Franja de Gaza.
- Sayeret Shaked: Unidad de fuerzas especiales del Mando Sur de las FDI.
- Sayeret Duchifat: Unidad antitanque del cuerpo de blindados.
- Sayeret Rimón: Unidad que operaba en la Franja de Gaza, estaba dedicada a hacer frente a la infiltración de terroristas en la frontera.[4]

## Unidades de fuerzas especiales de las FDI

### Unidades Sayeret

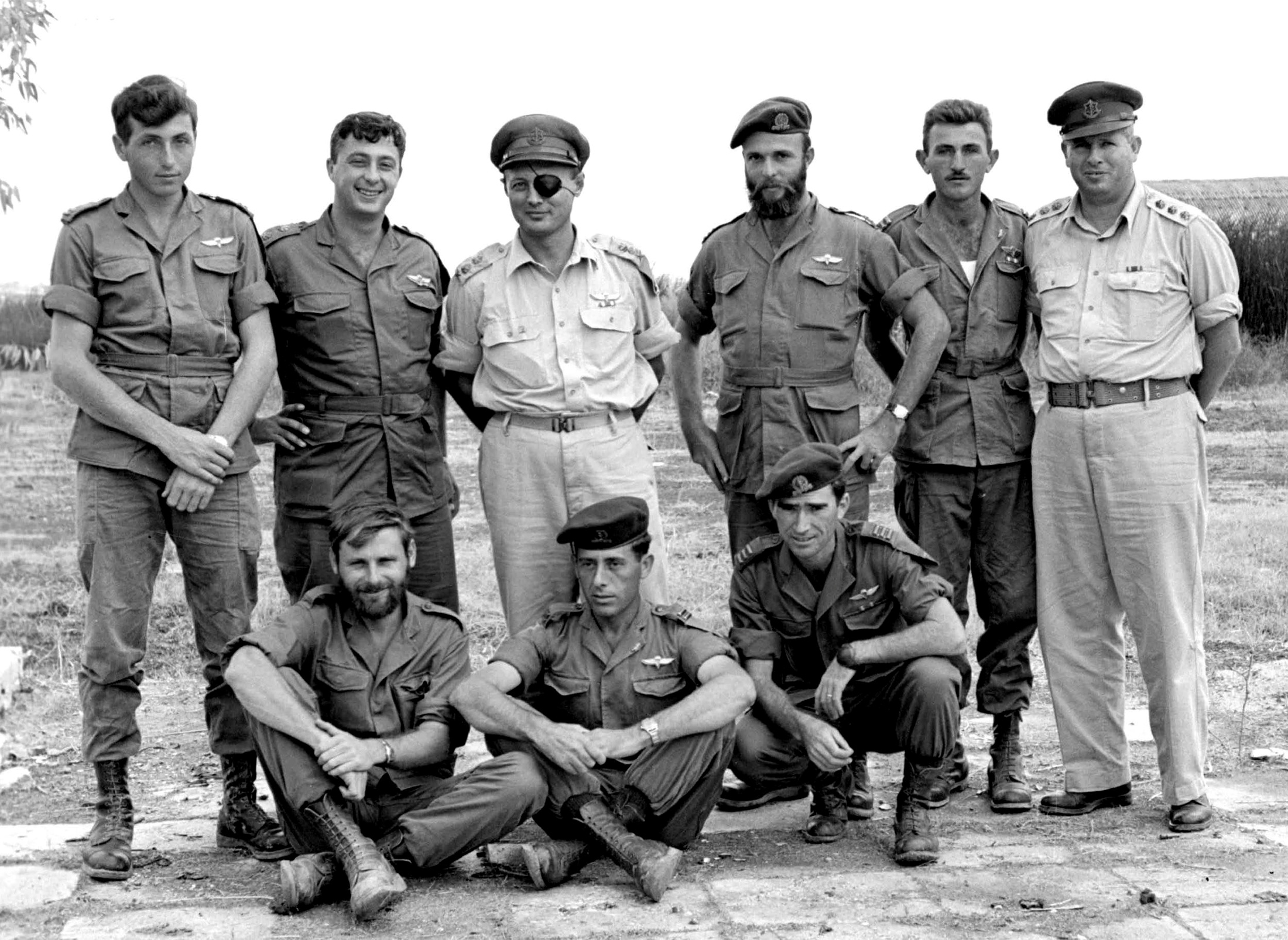
Oficiales israelíes del Batallón de Paracaidistas 890 en 1955 con Moshe Dayan (de pie, tercero por la izquierda). Ariel Sharon está de pie, es el segundo por la izquierda, y el comando Meir Har Zion, está de pie más a la izquierda.

Las unidades Sayeret (en hebreo: סיירת‎, pl.: sayarot), o  unidades de reconocimiento militar en la nomenclatura de las Fuerzas de Defensa de Israel (FDI), se especializan en la recopilación de información y la vigilancia. En la práctica, estas unidades se especializan en funciones de comando y otras fuerzas especiales, además del reconocimiento (el grado de especialización varía según las unidades y las necesidades actuales).
Todas las brigadas de combate de las FDI tienen una unidad con armamento y entrenamiento mejorados que se utiliza para misiones de reconocimiento y de fuerzas especiales, entrenada para utilizar armas avanzadas y tecnología de reconocimiento, así como para el combate cuerpo a cuerpo. Históricamente, las brigadas solían tener una unidad del tamaño de una compañía equipada para hacer este trabajo, conocida como Palsar. (en idioma hebreo, contracción de: פלוגת-סיור, Plugat Siyur (singular) / Plugot Siyur (plural), Compañía de Reconocimiento). Aunque los Palsar están orientados principalmente al apoyo en el campo de batalla (que es su razón de ser), muchos han participado en operaciones especiales, durante los últimos años. Todas las unidades de infantería, así como algunas unidades acorazadas, tienen Palsar.
Aunque en el pasado había diferencias entre las unidades Siyur, debido a las experiencias de las últimas décadas las FDI las están consolidando en unidades más grandes con muchas capacidades diferentes: unidades del tamaño de un batallón llamadas Gadsar (contracción de Gdud Siyur, "Batallón de reconocimiento"). Cada Gadsar se compone de tres Plugot (compañías) especializadas: demoliciones e ingeniería de combate (Plugat Habalah Handasit, o  Palhan), reconocimiento (Plugat Siyur, Palsar) y antitanque (Pluga Neged Tankim, o Palnat).
A finales de diciembre de 2015, algunas unidades de fuerzas especiales de la Fuerza Terrestre se han reunido en la Brigada Oz.
Otras unidades Sayaret son unidades más grandes, que operan directamente bajo el Estado Mayor. Se les encargan las misiones más delicadas, pero también apoyan a otras unidades convencionales y de las fuerzas especiales, si es necesario. Estas unidades son Sayeret Matkal, Shayetet 13 y Shaldag.

### Unidad de reconocimiento del Estado Mayor

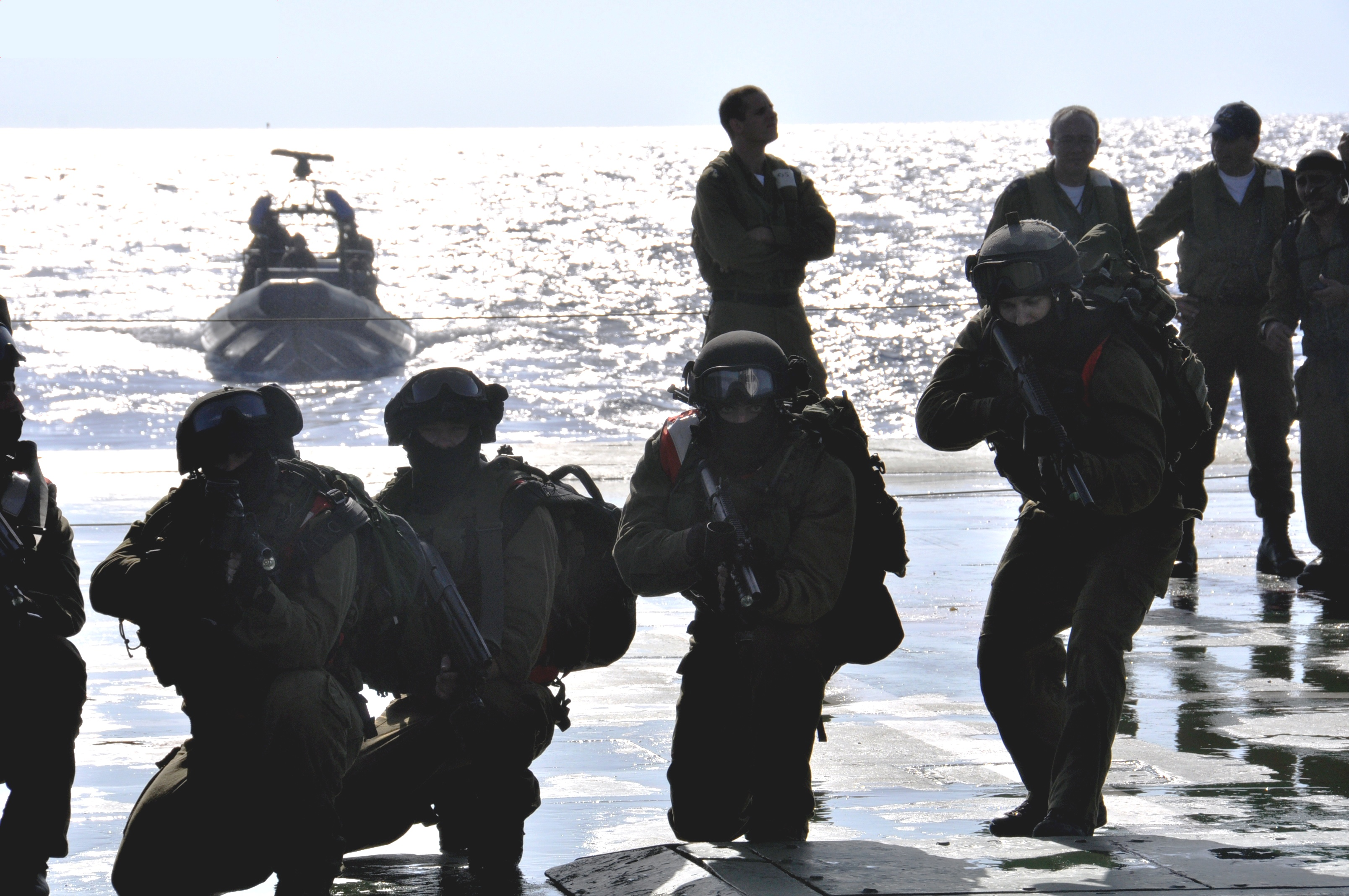
Los comandos de la unidad Shayetet 13 se preparan para realizar un ejercicio en la playa.

Son las unidades de reconocimiento más conocidas. Sus operadores dominan la navegación de largo alcance en solitario, a diferencia de otras unidades de fuerzas especiales de las FDI, en las que la navegación de largo alcance se realiza con un mínimo de 2 operadores.
- Unidad de reconocimiento especial del Cuartel General de las Fuerzas de Defensa de Israel / Sayeret Matkal: Unidad Sayeret de las FDI, utilizada principalmente para obtener inteligencia militar estratégica tras las líneas enemigas y para realizar misiones de rescate de rehenes en suelo extranjero. La unidad está directamente subordinada a la Directorio de Inteligencia Militar de Israel (AMAN).

### Brigada Oz
La Brigada Oz es una brigada de operaciones especiales de las Fuerzas de Defensa de Israel.

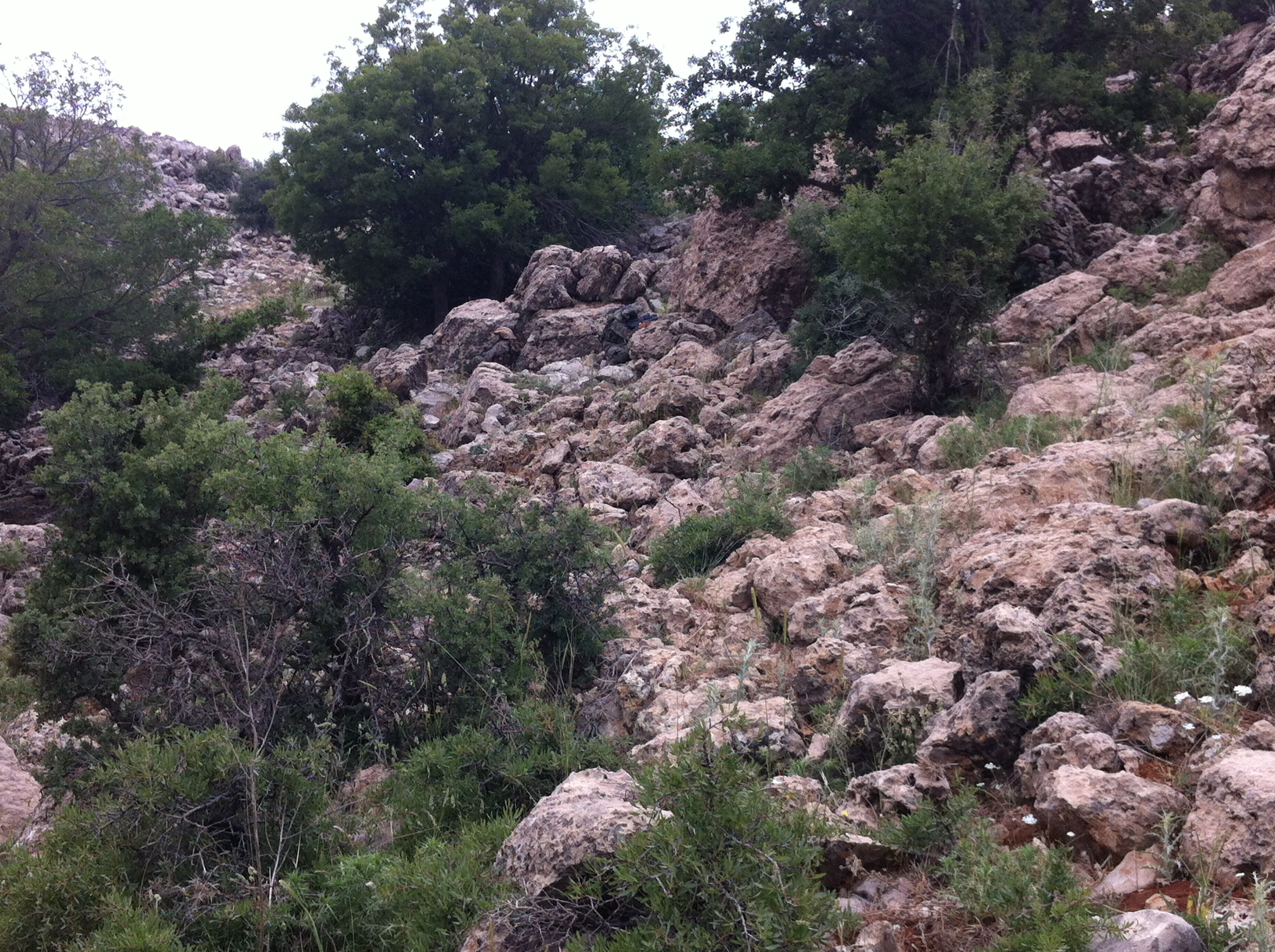
Los operadores de la unidad Egoz se integran en el paisaje de los Altos del Golán.

- Unidad Maglán: Unidad de comandos especializada en operar tras las líneas enemigas.
- Unidad Duvdevan: Unidad encubierta mistaravim. La unidad Duvdevan es particularmente conocida por realizar operaciones contra militantes palestinos en las regiones urbanas de la Cisjordania ocupada, durante las operaciones, los soldados de la unidad Duvdevan conducen vehículos civiles modificados y van vestidos como ciudadanos civiles árabes.
- Unidad Egoz: Unidad antiterrorista.

### Unidades especiales del Cuerpo de Infantería
Las cinco brigadas de infantería regulares (Golani, Guivati, Nahal, Kfir y la 35.ª Brigada Paracaidista tienen batallones de reconocimiento militar. Cada batallón está subordinado al mando de su brigada correspondiente.
- 93.er Batallón de Reconocimiento de la Brigada Kfir.
- 631.er Batallón de Reconocimiento de la Brigada Golani.
- 846.º Batallón de Reconocimiento de la Brigada Guivati.
- 934.º Batallón de Reconocimiento de la Brigada Nahal.
- 5135º Batallón de Reconocimiento de la 35.ª Brigada Paracaidista.

### Unidades especiales del Cuerpo de Blindados
- Palsar 7: Unidad de reconocimiento blindado de la 7.ª brigada blindada.
- Palsar 188: Unidad de reconocimiento blindado de la 188.ª brigada blindada.
- Palsar 401: Unidad de reconocimiento blindado de la 401.ª brigada blindada.

### Unidades especiales del Cuerpo de Artillería
- Meitar/Moran: Unidad anticarro equipada con el misil antitanque Spike.
- Sky Rider: Unidad de combate que utiliza el VANT Elbit Skylark.

### Unidades especiales del Cuerpo de Ingenieros de Combate
- Unidad Yahalom: Unidad de fuerzas especiales de infantería formada por ingenieros y técnicos en desactivación de explosivos y expertos en desminado, sus misiones abarcan desde la desactivación de artefactos explosivos improvisados, hasta la eliminación de minas antitanque y minas antipersona.

### Unidades especiales del Cuerpo de Reconocimiento, Inteligencia y Combate
- Las unidades del Cuerpo de Reconocimiento, Inteligencia y Combate son unas fuerzas especiales encargadas de recopilar información, estas unidades operan solas o en conjunto con otras unidades de las FDI. También se encargan de designar objetivos militares enemigos en tiempo real.[8]

### Unidades especiales de la Fuerza Aérea
- Shaldag: Unidad fundada en 1974 por varios antiguos veteranos de Sayeret Matkal, es la unidad de comandos de la Fuerza Aérea Israelí, especializada en control aéreo avanzado, reconocimiento aéreo y reconocimiento especial, y designación de objetivos fuera de las fronteras de Israel.
- Unidad táctica de rescate especial 669: Unidad de búsqueda y rescate de combate (CSAR).
- Unidad 5700: Unidad cuya función es establecer un aeródromo avanzado.

### Unidades especiales de la Armada
- Shayetet 13: Unidad de comandos navales, equivalente a los Navy SEALs de Estados Unidos o al Special Boat Service británico. Forma parte de la Armada israelí y se encarga de las misiones marítimas de rescate de rehenes. Fundada en 1948 por antiguos miembros del Palyam, la rama naval de la Haganá.
- Shayetet 7: Unidad que protege los submarinos de Israel.
- Unidad Snapir: Unidad de protección y fuerza de seguridad portuaria.
- Unidad Yaltam: Unidad defensiva de buzos encargada de contramedidas de minas, eliminación de explosivos, salvamento y recuperación. No debe confundirse con la unidad Shayetet 13 de la Armada.

### Otras unidades activas

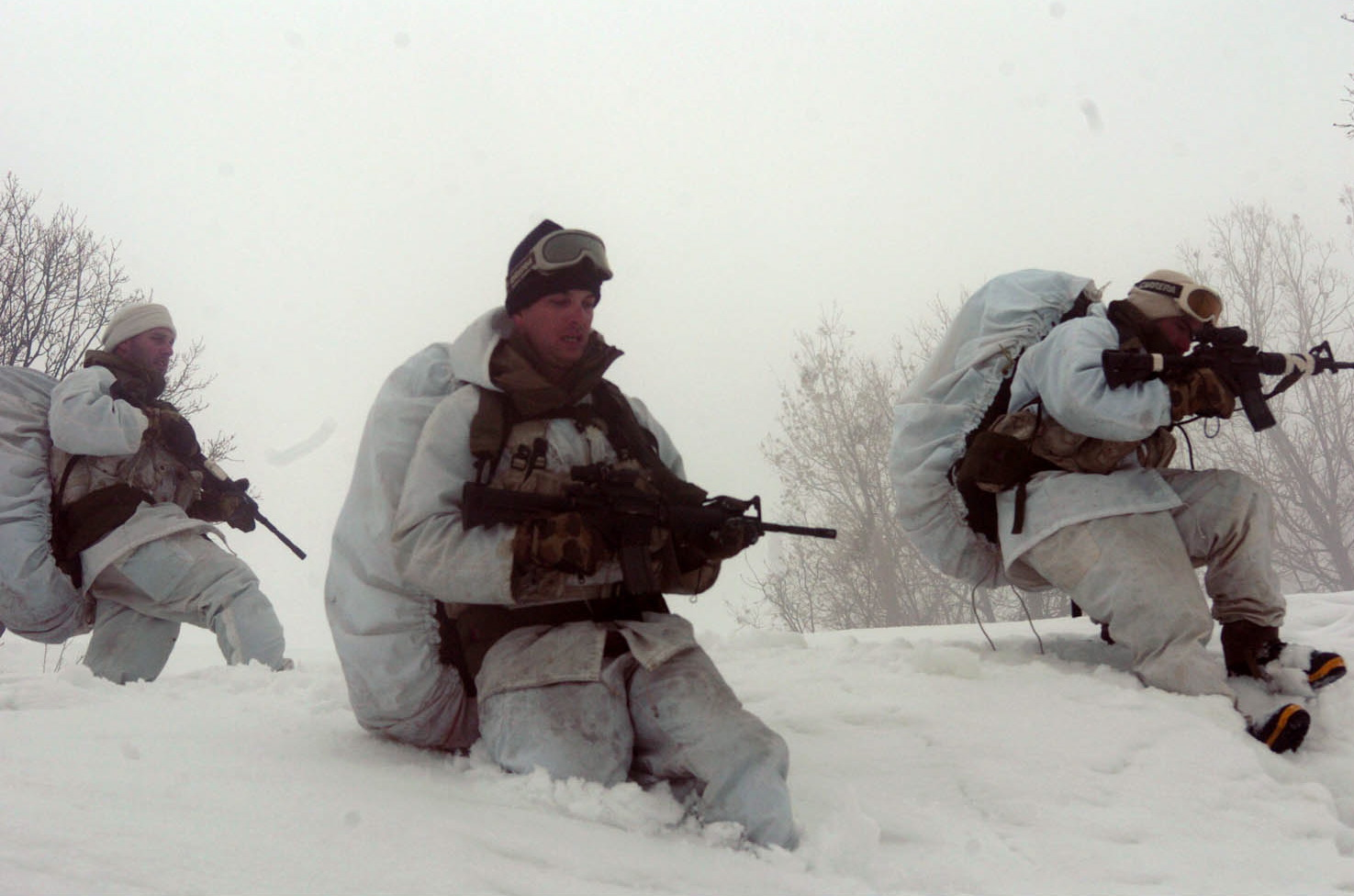
Unidad de soldados de montaña de las FDI desplegada en el Monte Hermón.

- Unidad de montaña: Unidad de guerra de montaña de las FDI que opera en los Altos del Golán. La unidad de montaña ofrece protección a las unidades de guerra electrónica de las FDI ubicadas en los montes Hermón y Avital. La unidad realiza rescates en la montaña. La unidad está adscrita al Mando Norte de las FDI.
- Unidad de Seguridad del Estado Mayor: Unidad de guardaespaldas del Jefe del Estado Mayor y otros altos dignatarios.
- LOTAR: Escuela de guerra antiterrorista de las FDI. La mayoría de las unidades de fuerzas especiales de las FDI pasan por semanas de entrenamiento en la escuela de comandos LOTAR ubicada en la base militar de Mitkán Adam. La escuela incluye una unidad de intervención operativa.
- LOTAR Eilat: Unidad de comandos, fuerza de reserva, unidad de lucha contra el terrorismo y rescate de rehenes, tiene su base en la ciudad portuaria de Eilat, en el sur de Israel. Forma parte del Mando Sur de las FDI.
- Unidad Oketz: Unidad especial canina de las FDI. (K-9).
- Unidad Refaim: Unidad especializada en misiones de reconocimiento militar, reconocimiento especial, infiltración tras las líneas enemigas y operaciones que requieren el uso del sigilo.
- Balnam: Unidad de entrenamiento de las fuerzas especiales de las FDI y escuela de movilidad operativa.

## Unidades de la policía y el servicio de prisiones

### Policía
- Yagal: Unidad dedicada a la lucha contra el contrabando.
- Yamam: Unidad antiterrorista especializada en operaciones de rescate de rehenes e incursiones ofensivas contra objetivos ubicados en los Territorios Palestinos, es la unidad de fuerzas especiales de la Policía de Fronteras de Israel, la Magav.
- Yasam: Unidad de respuesta rápida y policía antidisturbios.

### Servicio de Prisiones
- Unidad Metzada: Grupo de intervención y respuesta rápida, especializada en la represión de motines.
- Unidad Nachson: Unidad de intervención y transporte, se ocupa de realizar los registros, reprimir los disturbios y vigilar a los presos. La unidad Nachson es el brazo operativo del servicio de prisiones israelí. La unidad fue establecida en 1973, y sirve como la unidad central para la observación de los prisioneros, las intervenciones operativas y la seguridad. Las tareas de la unidad incluyen, escoltar a los prisioneros y a los detenidos desde un centro de encarcelamiento hasta otra instalación, e intervenir en los eventos irregulares que puedan tener lugar para establecer de nuevo el orden y la seguridad. La unidad ayuda a realizar búsquedas dentro de las prisiones para encontrar armas, narcóticos, notas, explosivos, teléfonos móviles, tarjetas SIM y cualquier información sobre posibles atentados terroristas.
- Unidad Dror: Unidad de lucha contra el narcotráfico.

## Unidades de la policía secreta y el servicio secreto
- Gideonim: Unidad de vigilancia encubierta y mistaravim.
- Kidon: Departamento del Mosad responsable de llevar a cabo asesinatos selectivos.
- Mista'arvim (en hebreo: מסתערבים‎, son unas unidades de contraterrorismo, en las que sus miembros están específicamente entrenados para operar de forma encubierta, en territorio enemigo, con el fin de asesinar o capturar a los objetivos buscados. Las unidades Mista'arvim, son unas unidades antiterroristas encubiertas, entrenadas específicamente para asimilarse entre la población árabe local, tienen la tarea de reunir información, aplicar la ley, rescatar a los rehenes y luchar contra el terrorismo. Los mistaravim, utilizan el sigilo, el disfraz y la sorpresa como principales armas.[9][10]
- Mosad: Servicio de inteligencia responsable de llevar a cabo las operaciones especiales de Israel en el extranjero.
- Shin Bet: Policía secreta y agencia de seguridad interna de Israel, que cuenta con sus propias unidades de despliegue táctico policial.
- Unidad Yamas: Unidad de operaciones especiales y mista'arvim directamente subordinada al Shin Bet.